# Napole (powiat chełmiński)
Napole – wieś w Polsce położona w województwie kujawsko-pomorskim, w powiecie chełmińskim, w gminie Kijewo Królewskie.

## Podział administracyjny
| SIMC    | Nazwa    | Rodzaj    |
| ------- | -------- | --------- |
| 0845000 | Warszawa | część wsi |

W latach 1939–1945 położona była w okręgu Rzeszy Gdańsk-Prusy Zachodnie, w rejencji bydgoskiej (Regierungsbezirk Bromberg), w powiecie Chełmno (Kreis Kulm).
W latach 1975–1998 miejscowość należała administracyjnie do województwa toruńskiego.

## Historia
W latach 1939 - 1942 nazwą wsi było Napolle Dom., lecz po przeprowadzonej zamianie nazw miejscowości w Okręgu Rzeszy Gdańsk-Prusy Zachodnie, w latach 1942 - 1945 nazywała się Schonenhof. Pod okupacją niemiecką miejscowość ta posiadała statu majątek.

## Demografia
Według Narodowego Spisu Powszechnego (III 2011 r.) wieś liczyła 115 mieszkańców. Jest czternastą co do wielkości miejscowością gminy Kijewo Królewskie.